# Баиров, Шакир
Шакир Баиров — советский хозяйственный, государственный и политический деятель, Герой Социалистического Труда.

## Биография
Родился в 1914 году в кишлаке Куйкозиён. Член КПСС с 1944 года.
С 1935 года — на хозяйственной, общественной и политической работе. В 1935—1975 гг. — агроном Курган-Тюбинской машинно-тракторной станции, заместитель директора треста совхозов, уполномоченный Наркомата заготовок Таджикской ССР по Канибадамскому району, директор Каракчикумской машинно-тракторной станции, председатель Канибадамского райисполкома, председатель колхоза «Ленинград» Канибадамского района Таджикской ССР.
Указом Президиума Верховного Совета СССР от 30 апреля 1966 года присвоено звание Героя Социалистического Труда с вручением ордена Ленина и золотой медали «Серп и Молот».
Избирался депутатом Верховного Совета Таджикской ССР 4-го и 5-го созывов.